# Maurice FitzMaurice (3e seigneur d'Offaly)
Maurice fitzgerald FitzGerald ou Maurice Roe FitzGerald , 3e seigneur d'Offaly (mort le 25 juillet 1268) est un noble Hiberno-Normand membre de la famille FitzGerald. Il succède en 1257 comme seigneur d'Offaly à son grand-père, Maurice FitzGerald (2e seigneur d'Offaly) 

## Contexte
Maurice dont le surnom irlandais signifie le Rouge est le fils et héritier de Gerald (mort en 1243) et de son épouse anonyme. Son père est le fils aîné pré-décédé de Maurice FitzMaurice 2e seigneur d'Offaly et d'Eve de Bermingham. À la mort de son grand-père Maurice l'héritier légitime devient de jure seigneur d'Offaly toutefois son oncle l'entreprenant Maurice FitzMaurice FitzGerald administre ses domaines sans en prendre le titre
Les Annales des quatre maîtres relèvent que Maurice disparaît des juillet 1268 noyé dans la mer d'Irlande avec l'équipage de son navire en revenant d’Angleterre,. Sa succession qui devait revenir à son fils et héritier Gerald fitzMaurice FitzGerald, demeure entre les mains de Maurice FitzMaurice FitzGerald. À la suite de leurs disparitions quasi simultanées en 1286/1287 le titre de seigneurs d'Offaly revient à son cousin germain John fitz Thomas FitzGerald.

## Source
- (en) T.W Moody, F.X. Martin, F.J. Byrne, A New History of Ireland IX Maps, Genealogies, Lists. A companion to Irish History part II, Oxford, Oxford University Press, 2011 (ISBN 9780199593064)